# José María Reyna Andrade
José María Reyna Andrade (Ciudad de San Marcos, 1 de noviembre de 1860 - Santiago de Cuba, 25 de abril de 1947) fue un político guatemalteco, que ocupó diversos cargos durante el gobierno del licenciado Manuel Estrada Cabrera, y luego provisoriamente el cargo de presidente de Guatemala del 2 de enero de 1931 hasta el 14 de febrero de 1931, en calidad de Primer Designado en ejercicio de la Presidencia. Se caracteriza por ser el único ciudadano guatemalteco que ha servido en la presidencia de los tres poderes del Estado: Ejecutivo, Legislativo y Judicial.

## Durante el gobierno de Estrada Cabrera

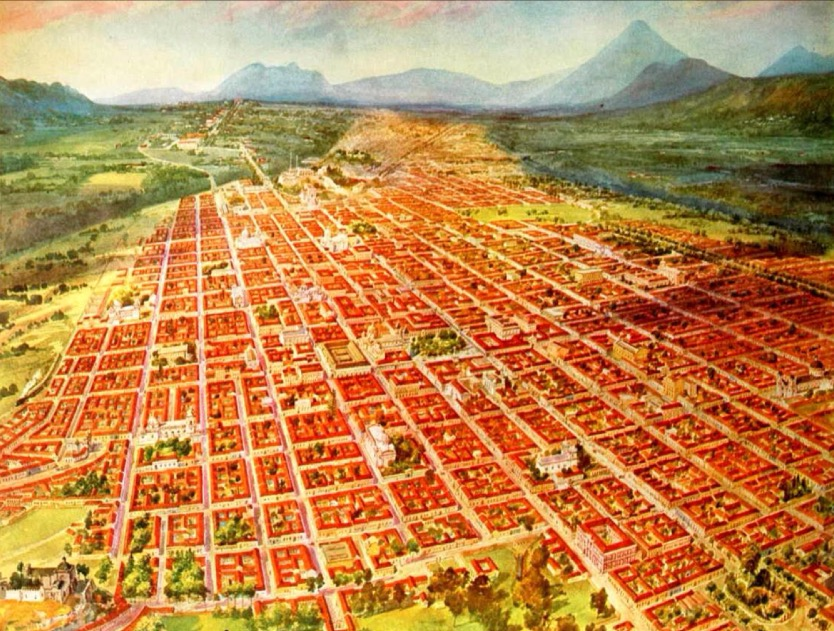
Pintura de la Ciudad de Guatemala en 1915. Libro Azul de Guatemala.

Durante el segundo período del gobierno del licenciado Manuel Estrada Cabrera (quien gobernó Guatemala de 1898 a 1920) fue el secretario de Gobernación y Justicia, y tuvo a su cargo las investigaciones de los intentos de asesinato del presidente, que se dieron el 29 de abril de 1907 -atentado de «La Bomba»- y el 20 de abril de 1908 -atentado de «Los Cadetes»-.

### Atentado de «La bomba»
| El Guatemalteco en un alcance al número 79 del 29 de abril de 1907 publicó lo siguiente: «CRIMINAL ATENTADO. A las ocho de la mañana de hoy, en ocasión de que el señor Presidente de la República, Licenciado don Manuel Estrada Cabrera, salió en carruaje de su casa de habitación y se dirigía hacia el Sur de la ciudad con el laudable objeto de inspeccionar por sí mismo las obras de civilización y progreso que tiene ya concluidas y las de beneficencia en construcción, una mina cargada con dinamita y puesta en ejercicio por medio de un aparato eléctrico, hizo horrible explosión en la 7a. Avenida Sur, entre la 16 y 17 Calle Oriente. La detonación fue espantosa y se oyó en toda la ciudad; pero afortunadamente, para bien de la Patria, los efectos de la máquina estuvieron muy lejos de secundar los propósitos altamente odiosos de sus criminales autores». |

A principios de 1907, el abogado Enrique Ávila Echeverría y su hermano, el médico Jorge Ávila Echeverría, junto con el también médico Julio Valdés Blanco y el ingeniero eléctrico Baltasar Rodil, planearon un atentado contra el presidente de Guatemala, el licenciado Manuel Estrada Cabrera, que se ejecutó el 29 de abril de 1907 y se conoce como el nombre de «La Bomba». Los hermanos Echeverría y sus compañeros eran de posición económica solvente y habían estudiado en universidades extranjeras, pero al regresar al país se encontraron con un estado de cosas en el cual predominaban el servilismo y el abuso de poder. Cuando decidieron atentar contra la vida del presidente, planearon al detalle un atentado con explosivos. Todo fue meticulosamente preparado: los explosivos, los detonadores de hierro, la caja de hierro macizo, la complicidad del cochero del presidente -Patrocinio Monterroso- la hora y el punto precisos.
El día planeado para el atentado, el 29 de abril, el presidente viajaba en su coche en compañía de su hijo Joaquín, de 13 años, y de su jefe del Estado Mayor, general José María Orellana. A las 10 de la mañana el carruaje pasó por la esquina de la 7.a avenida sur, entre 16 y 17 calles, de la Ciudad de Guatemala, cuando explotó la bomba. Sin embargo, por un error de cálculo, Estrada Cabrera y sus acompañantes salieron ilesos. Solo el cochero y uno de los caballos fallecieron.
El 2 de mayo de 1907 fue nombrado como director general de la Policía Emilio Ubico, hermano de Arturo Ubico Urruela, presidente de la Asamblea Nacional Legislativa y tío de Jorge Ubico Castañeda, futuro presidente de Guatemala y en ese entonces jefe político de la Verapaz. Pocos días después, la Asamblea emitió el Decreto 737, que prohibía la importación y el uso de explosivos y máquinas destinadas a hacerlos estallar si el pedido de éstos no fue autorizado previamente por los ministerios de Fomento y Guerra.
Durante los siguientes veintidós días, los cuatro conspiradores huyeron por las callejuelas y rincones de la ciudad tratando de salir de ella, pero no pudieron porque el Gobierno rodeó la ciudad con tropas y policías que iniciaron redadas desde los barrancos aledaños, cerraron el cerco paulatinamente hasta llegar a la ciudad y registraron cada palmo de esta. Incluso los familiares de los conjurados sufrieron persecución y encarcelamiento. Otros conspiradores, los hermanos Juan y Adolfo Viteri y Francisco Valladares, fueron arrestados cuando trataban de huir disfrazados en la estación el ferrocarril de Guastatoya. Otros, como Felipe y Rafael Prado Romaña, trataron de huir a El Salvador, pero fueron apresados cuando los denunció un ranchero. Los Romaña estuvieron en prisión hasta su muerte. Por su parte, el colombiano Rafael Madriñán escapó del hecho en bicicleta y huyó de Guatemala. La madre de los Romaña condujo al embajador mexicano Gamboa a la casa donde se escondían los hermanos Ávila Echeverría, Rodil y Valdés Blanco, quienes, sabiendo que tenían los días contados, le entregaron sus pertenencias para que las hiciera llegar a sus familias.
Por fin, luego de días de incertidumbre, Rufina Roca de Monzón les proporcionó refugio en el segundo piso de su casa, en el número 29 del callejón del Judío de la ciudad de Guatemala, pero un espía los delató, de tal suerte que a las tres de la mañana del 20 de mayo la casa fue rodeada por un fuerte destacamento de soldados. La tropa derribó a culatazos la puerta de la casa e intentó subir por las escaleras al segundo piso. En ese momento se inició el intercambio de fuego. Hacia las seis de la mañana los conspiradores se encontraban agotados y sin cartuchos. Entonces decidieron cumplir su pacto y morir antes de ser atrapados por el Gobierno: se formaron en línea y se suicidaron dándose cada uno un disparo en la sien. El Diario de Centro América, periódico semioficial propiedad de Estrada Cabrera en ese entonces, llegó incluso a publicar el informe de la detallada autopsia hecha a los autores del malogrado magnicidio.
Al mismo tiempo que los perpetradores del atentado intentaban huir, se producían muestras de adhesión al presidente, provenientes de todos los clubes liberales del país y de cuanta entidad gubernamental existía. Estas fueron publicadas en las primeras planas de los periódicos oficiales El Guatemalteco y Diario de Centro América. Fue tal la cantidad de estos manifiestos que no terminaron de publicarse sino hasta finales de junio de 1907, aunque fueron enviados el mismo día del atentado.
En cuando al cochero, este fue sepultado con pompa y honores, e incluso la Asamblea Nacional emitió un decreto en el cual se le otorgaba una pensión vitalicia a su familia, pero, cuando se supo que él había sido cómplice del atentado, su tumba fue saqueada por desconocidos y la pensión revocada.

### Atentado de «Los cadetes»

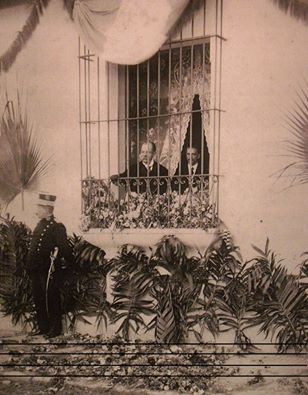
El presidente Estrada Cabrera observando una celebración procesional desde la ventana de su residencia. Esto era cotidiano antes del atentado de los cadetes de 1908, tras el que el mandatario se refugió en su mansión de «La Palma» en las afueras de la ciudad.

Para 1908, la iglesia de Santo Domingo había cambiado el recorrido de su solemne de Viernes Santo para pasar frente a la casa de habitación del presidente, situada en la 7.a avenida sur de la Ciudad de Guatemala. Esta circunstancia fue tenida en cuenta por varios cadetes y oficiales de la Escuela Politécnica, quienes advirtieron que el capirote del traje de cucurucho era ideal para esconder a posibles conspiradores. Los cadetes concibieron un plan sencillo: aprovechando que la procesión iba a pasar frente a la casa del presidente, irían disfrazados de cucuruchos, invadirían la casa presidencial y apresarían a Estrada Cabrera. Pero para el Miércoles Santo de ese año los conjurados estaban presos: dos de ellos, durante una borrachera en una fonda, habían hablado de más y terminado en la cárcel. Estrada Cabrera, una vez que supo de la conjura, puso palizadas frente a su casa, prohibió que la procesión pasara enfrente y prohibió el uso de los capirotes en el traje de cucurucho.
El 20 de abril de 1908, durante la recepción oficial del nuevo ministro plenipotenciario de Estados Unidos en el Palacio de Gobierno, el cadete de la Escuela Politécnica Víctor Manuel Vega, en venganza por la prisión y las torturas de sus jefes y amigos, le disparó a Estrada Cabrera a quemarropa, pero el proyectil solo hirió a este en el dedo meñique. Enfurecido, y a modo de escarmiento popular, Estrada Cabrera ordenó fusilar a prácticamente toda la compañía de cadetes a la cual pertenecía Vega, excepto a dos integrantes, Rogelio Girón y Manuel Hurtarte, quienes fueron llevados a la penitenciaría central sin darles razón alguna. En cuanto al cadete Vega, este había muerto en el lugar donde intentó perpetrar el magnicidio, cayendo a los pies de Estrada Cabrera al ser alcanzado por las balas de los guardias de este. El presidente ordenó que la escuela militar fuera disuelta, el edificio demolido y que se regara sal sobre los cimientos. Numerosos militares fueron encarcelados, incluyendo algunos generales allegados al presidente.

## Ascenso al poder

### Golpe de Estado contra Baudilio Palma

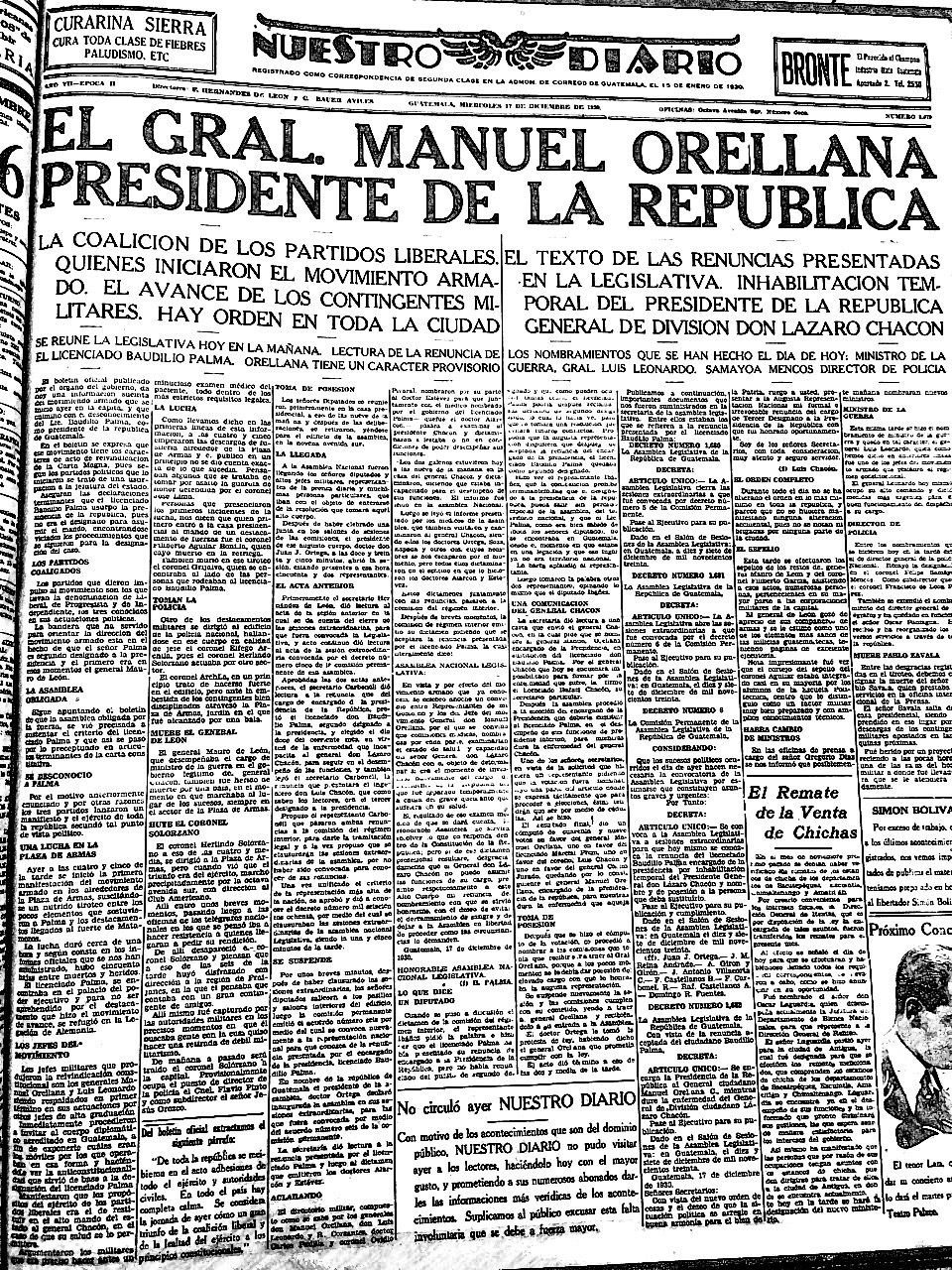
Primera plana del periódico guatemalteco Nuestro Diario donde se da la noticia del golpe de estado liderado por Orellana Contreras.

Luego de que el presidente Lázaro Chacón sufriera un derrame cerebral el 12 de diciembre de 1930, en Consejo de Ministros se nombró al Ministro de Hacienda y Segundo Designado a la Presidencia, licenciado Baudilio Palma, como encargado del Despacho.  Sin embargo, el hecho de que no se hubiera respetado el nombramiento del Primer Designado a la Presidencia, el ministro de la Guerra y general Mauro de León, hizo que el 16 de diciembre de 1930 se dirigieran hacia el centro de la ciudad las tropas del fuerte de Matamoros, comandadas por Orellana Contreras y Luis Leonardo, en un golpe de Estado en contra de Palma.  Los partidos que dieron impulso al golpe de Estado fueron el Liberal, el Progresista y el Independiente (todos ellos de corte liberal) y éstos estuvieron respaldados por todo el ejército.

### Desarrollo de los acontecimientos
El 16 de diciembre a las cuatro y cinco de la tarde se inició el movimiento armado en los alrededores de la Plaza de Armas, dando lugar a un nutrido tiroteo entre los alzados y las fuerzas todavía leales a Palma. Primero entró a la casa presidencial el destacamento al mando del coronel Filiberto Aguilar Bonilla, quien murió en el combate. La lucha tardó aproximadamente una hora, saldándose con 50 bajas, entre muertos y heridos; el propio Palma efectuó disparos con su pistola. Es importante destacar que en la refriega resultó muerto el general Mauro de León (a quien le correspondía la Presidencia por ser primer designado).
Viéndose derrotado, Palma, que se encontraba en el Palacio del Poder Ejecutivo se refugió en la Legación de Alemania.  Una vez en el poder, Orellana Contreras y Leonardo convocaron al cuerpo diplomático para exponerles el móvil del golpe de Estado: 
| Manifestaron que los propósitos del ejército de los partidos liberales era el de restituir en el alto mando del estado al general Chacón, en el caso de que su salud se lo permitiera. Argumentaron los militares que era preciso hacer antes un minuciosa examen médico del paciente, todo dentro de los más estrictos requisitos legales. Tomado de: Nuestro Diario, Diario guatemalteco, Guatemala. 18 de diciembre de 1930 |

Los alzados le hicieron firmar a Palma su renuncia con fecha 17 de diciembre de ese año, y presentaron un comunicado del general Lázaro Chacón en el que solicitó que se nombrara al general Manuel Orellana como encargado de la Presidencia; es importante notar que el general Chacón estaba imposibilitado para firmar, y que por él firmó su secretario particular, el licenciado Rafael Chacón. Por su parte, Leonardo quedó encargado del Ministerio de la guerra.

### Caída de Orellana Contreras
Cuando los Estados Unidos se enteraron del golpe de Estado ocurrido en Guatemala enviaron al Ministro Plenipotenciario Sheltom Whitehouse, para comunicar al nuevo Presidente que el país norteamericano no trataría con él. Whitehouse presionó a la Asamblea para hacer renunciar a Orellana, quien no tenía ninguna experiencia política. En esos días, las inversiones de los Estados Unidos en Guatemala eran considerables, principalmente las de la United Fruit Company y sus subsidiarias, y el gobierno norteamericano necesitaba un gobernante estable en el país.  

## Presidencia
Fue designado por la Asamblea Nacional Legislativa el 31 de diciembre de 1930 como el primer designado a la presidencia de la república. El 2 de enero de 1931, la Asamblea le solicitó que se hiciera cargo de la República, asumiendo así la presidencia, y permaneciendo en ella hasta la convocatoria de los miembros del Partido Liberal a elecciones; estas elecciones tuvieron como candidato único al general Jorge Ubico Castañeda, quien también había participado en el gobierno del licenciado Estrada Cabrera como jefe político de Cobán y como Secretario del Interior.
Andrade traspasó el poder a Ubico Castañeda el 14 de febrero de 1931, y se cree que recibía instrucciones concretas de Ubico y del Partido Liberal para que se convocara a elecciones rápidamente. 